# Lucas de Lima Tagliapietra
Lucas de Lima Tagliapietra (Alegrete, Río Grande del Sur, Brasil, 5 de noviembre de 1990) es un futbolista brasileño. Juega como defensa central y su equipo actual es el Boavista F. C. de la Primeira Liga.

## Trayectoria
Nacido en Alegrete, Rio Grande do Sul, Lucas comenzó su carrera con Juventude en 2009. Luego jugó para Santa Cruz y TSW Pegasus FC, donde fue dos veces subcampeón de la Primera División de Hong Kong, y una vez finalista de la Copa FA de Hong Kong. Después de eso, se trasladó al Dacia Chişinău de Moldavia y, posteriormente, en 2013 fue transferido a otro equipo de esa liga, el Milsami. 
El 30 de enero firmó un contrato por un año con el Hamilton Academical de la Premier League de Escocia. Hizo su debut el 22 de febrero, reemplazando al veterano Martin Canning, en los últimos siete minutos de la derrota por 4 a 0 frente al Celtic. El 16 de mayo anotó su primer gol para el club durante la derrota por 2 a 1 contra el Ross County.
En julio de 2016 firmó un contrato con el Boavista de la Primera División de Portugal. Marcó su primer gol para el club en el primer juego de la temporada, en la victoria en casa por 2 a 0 contra el Arouca.
El 27 de junio de 2017 se anunció su fichaje por la Liga de Quito para los siguientes cuatro años.

## Clubes
| Club                | País           | Año           |
| ------------------- | -------------- | ------------- |
| Juventude           | Brasil         | 2009 - 2010   |
| Santa Cruz          | Brasil         | 2010 - 2011   |
| TSW Pegasus         | Hong Kong      | 2011 - 2012   |
| Dacia Chişinău      | Moldavia       | 2012 - 2013   |
| Milsami             | Moldavia       | 2013 - 2015   |
| Hamilton Academical | Escocia        | 2015 - 2016   |
| Boavista            | Portugal       | 2016 - 2017   |
| Liga de Quito       | Ecuador        | 2017-2018     |
| Al-Batin F.C.       | Arabia Saudita | 2018-2019     |
| Boavista F. C.      | Portugal       | 2019-presente |